# Prima Categoria 1907
El Campeonato Italiano de Fútbol 1907 fue la 10.ª edición del campeonato de fútbol de más alto nivel en Italia. Milan ganó su tercer scudetto.

## Eliminatorias

### Piamonte
Jugados el 13 de enero y 3 de febrero
| Equipo 1 | Agr. | Equipo 2 | Ida | Vuelta |
| -------- | ---- | -------- | --- | ------ |
| Torino   | 6-2  | Juventus | 2-1 | 4-1    |

### Liguria
Jugados el 13 de enero y 3 de febrero
| Equipo 1     | Agr. | Equipo 2 | Ida | Vuelta |
| ------------ | ---- | -------- | --- | ------ |
| Andrea Doria | 4-2  | Genoa    | 1-1 | 3-1    |

### Lombardía
Jugados el 13 de enero y 3 de febrero
| Equipo 1 | Agr. | Equipo 2      | Ida | Vuelta |
| -------- | ---- | ------------- | --- | ------ |
| Milan    | 7-0  | U.S. Milanese | 6-0 | 1-0    |

## Ronda final
| Pos | Equipo       | PJ | PG | PE | PP | Pts | GF | GC | Dif | Comentarios |
| --- | ------------ | -- | -- | -- | -- | --- | -- | -- | --- | ----------- |
| 1   | Milan        | 4  | 2  | 2  | 0  | 6   | 10 | 3  | +7  | Campeón     |
| 2   | Torino       | 4  | 1  | 3  | 0  | 5   | 6  | 3  | +3  |             |
| 3   | Andrea Doria | 4  | 0  | 1  | 3  | 1   | 0  | 10 | -10 |             |

|           |
| Campeón   |
| Milan     |
| 3º título |

### Equipo campeón
Alineación del Milan
- Gerolamo Radice
- Andrea Meschia
- Guido Moda I
- Alfred Bosshard
- Attilio Trerè II
- Gian Guido Piazza
- Alessandro Trerè I
- Herbert Kilpin
- Ernst Widmer
- Hans Walter Imhoff
- Johann Ferdinand Mädler

Otros futbolistas utilizados:
- Attilio Colombo
- Gustav Hauser
- Camillo Parisini
- Vittorio Pedroni II